# Epípoles
Epípoles (Epipolae, Ἐπίπολαι) era un barri de Siracusa que tenia una fortificació coneguda com a Euríel. Era a l'oest de l'Acradina i ja existia quan els atenencs van assetjar la ciutat el 414 aC.